# Lepadella evaginata
Lepadella evaginata är en hjuldjursart som beskrevs av Rodewald 1935. Lepadella evaginata ingår i släktet Lepadella och familjen Lepadellidae. Inga underarter finns listade i Catalogue of Life.